# Thorleif Christoffersen
Thorleif Asbjørn Christoffersen, també Kristoffersen (Glemmen, Fredrikstad, Østfold, 29 de setembre de 1900 - Stokke, Vestfold, 25 d'agost de 1971) va ser un regatista noruec que va competir a començaments del segle xx.
El 1920 va prendre part en els Jocs Olímpics d'Anvers, on va guanyar la medalla d'or en els 8 metres (1919 rating) del programa de vela, a bord del Sildra.